# Philometra hanhami
Philometra hanhami är en fjärilsart som beskrevs av Smith 1899. Philometra hanhami ingår i släktet Philometra och familjen nattflyn. Inga underarter finns listade i Catalogue of Life.